# U-95号潜艇 (1940年)
U-95号（德語：U 95）是纳粹德国战争海军建造的568艘VII-C型潜艇（或称U艇）之一。它由基尔的日耳曼尼亚船厂承建，于1940年7月18日下水，至同年8月31日交付使用。第二次世界大战期间，该艇曾执行过七次巡逻作战，共击沉8艘、击伤4艘同盟国或中立国商船，累积总吨位为56,331吨。1941年11月28日，U-95号在阿尔梅里亚西南的地中海遭荷兰潜艇O-21号发射的鱼雷击沉，造成艇内35名官兵阵亡、仅12人幸存。

## 设计
VII-C型是VII级潜艇的第三次、也是最有价值的改进型。它搭载了被称为“S装置”的新式主动声呐系统，为了容纳这种新设备，VII-C型的艇体尺寸有所增加，并重新设计了鞍状水舱，在其两侧各增加了一个可提供储备浮力的小型浮舱，有利于潜艇完成快速下潜。U-95号的全长为67.10米，舷宽6.20米、并有4.74米的吃水深度，水上和水下排水量分别为769吨和871吨。该艇采用双轴设计，具有两副直径为1.23米的三叶螺旋桨。在机械系统方面，VII-C型艇也得到了升级：通过艇上配备的燃油过滤系统，柴油机润滑系统的使用受命得以延长，也为不同润滑剂在艇上机械设备上混合使用留足了余地。原先前型艇用于发射鱼雷和主压载舱吹除操作的电动空气压缩机则改为容克斯的柴动压缩机，从而减小了对艇上电气系统的依赖；此外，该型艇还装配了更为现代化的电力转换系统。动力由两台日耳曼尼亚生产的F46型六缸四冲程1,400匹公制馬力（1,000千瓦特）涡轮增压柴油机用于水面运行，以及两台AEG提供的GU 460/8-276型375匹公制馬力（280千瓦特）双作用电动发电机用于水下航行；水面最高航速17.7節（32.8每小時），水下7.6節（14.1每小時）；能够在水面以10節（19每小時）航速续航8,500海里（15,700），或以4節（7.4每小時）连续在水下航行80海里（150）而无需充电。
武器装备方面，U-95号装备有五具内置式鱼雷发射管——艇艏四具、艇艉一具。其艇艉的鱼雷发射管设计在耐压壳体内部、两片舵之间，鱼雷可以由此向外发射。在轮机舱甲板下方还配备了用于艇艉的鱼雷装填系统，耐压壳体与甲板室之间一前一后还设计有外置鱼雷贮存装置，因此U-95号可携带14枚G7型鱼雷。但不同于其它批次的C型艇，该艇不设水雷贮存及布设装置。此外，它还搭载有一门配备220发弹药的88毫米35式速射炮以及一门配备1,195发弹药20毫米30式高射炮作为甲板炮。其标准船员编制为4名军官及40－56名水兵。

## 历史
1938年5月30日，海军造舰局将首批八艘VII-C型潜艇（U-69至U-70号、U-93至U-98号）的建造合同发包予基尔的日耳曼尼亚船厂。其中U-95号于1939年9月16日开始铺设龙骨，建造序列为600。经过十个月的建造，它于1940年7月18日下水，至次月31日在曾担任U-3号艇长的海军上尉格尔德·施赖伯的指挥下交付使用。与当时大多数德国U艇一样，U-95号在瞭望塔上漆有专属的艇徽：一只撑伞的青蛙顶着巨浪坐在椅子上。完成海试后，该艇加入驻基尔的第7潜艇区舰队，先是在波罗的海进行战备训练，进而于1940年11月作为前线艇移驻德占法国的圣纳泽尔，直到1941年11月28日沉没。
第二次世界大战期间，U-95号曾执行过七次巡逻和两次狼群作战，共击沉8艘、击伤4艘同盟国或中立国商船，累积总吨位为56,331吨。

### 作战巡逻
完成战备训练后，施赖伯率领U-95号于1940年11月20日08:15从基尔启程执行首次巡逻。他先是横渡波罗的海，前往北大西洋游弋，继而移驻德占法国。11月27日00:58，英国货船艾琳·玛丽亚号（Irene Maria）作为OB-248号护航队的掉队者，被U-95号发射的一枚鱼雷击中船艉，两分钟内便在罗科尔西南偏南约55海里（102）处从船艏沉没。该船此前曾分别于00:42和00:52遭到两枚鱼雷袭击，但都没有命中。次日08:27，因天气恶劣自11月26日起便与OB-248号护航队失散的挪威煤船灵舡号（Ringhorn），在55°29′N 18°01′W / 55.483°N 18.017°W处被施赖伯射出的鱼雷击中，遂试图全速逃离，同时发出求救信号。09:33，该船躲过了第二枚鱼雷袭击，但U-95号于10:25浮出水面，用甲板炮攻击。其烟囱和舰桥附近两次中弹后，船员弃船逃生。由于海面波涛汹涌，潜艇不久后被迫停止炮击，并于11:12发射第三枚鱼雷。德国人认为灵舡号将会沉没，于是离开了该地区，但船员们其后重新登上这艘仅上层建筑受损的船只，并于12月1日驶抵贝尔法斯特湾。12月2日05:25，HX-90号护航队中的英国油轮海螺号（Conch）在布拉迪角以西约370海里（690）处被U-47号发射一枚鱼雷击中，开始掉队。09:05至09:32，U-95号又向海螺号发射四枚鱼雷，两次击中船艏却收效甚微，惟命中轮机舱后迫使该船停止，但随后遭到一艘护航驱逐舰的攻击和驱离。这艘废弃的油轮最终直到12月3日才由U-99号击沉。经过为期十七天、水面约3,400海里（6,300）和水下124海里（230）的航行，施赖伯于12月6日14:00抵达洛里昂。
U-95号的第二次巡逻于12月16日离开洛里昂，前往北海海峡以西的北大西洋游弋，至1941年1月14日16:30返回。在这次为期三十天、水面5,150海里（9,540）和水下约245海里（454）的航行中，施赖伯仅击伤一艘万吨级油轮。受害者是英国籍的怀奥蒂拉号（Waiotira），它于12月26日20:03以16節（30每小時）的速度行驶至罗科尔以西约124海里（230）处时，被U-95号发射的一枚鱼雷击中船艏。20:07，第二枚鱼雷射失，而第三枚鱼雷则于20:18命中船艉。由于在袭击期间发现了附近有3艘盟军驱逐舰出没，潜艇只得离开该区域。怀奥蒂拉号延至次日才由U-38号击沉。
1941年2月16日18:30，U-95号在施赖伯的指挥下从洛里昂出发，前往爱尔兰岛以西的北大西洋游弋。八天后的00:27，该艇向分散的OB-288号护航队发射了一枚鱼雷，未能击中既定目标，但施赖伯认为他击中了另一艘船。盟军的报告没有证实这一点。00:28，U-95号发射第二枚鱼雷，观察到一艘船的艉部被击中并沉没。受害者可能是在护航队解散后失踪的挪威货船斯维宁领主号（Svein Jarl）。18分钟后，同样已脱离OB-288号护航队的英国货船纳尔逊角号（Cape Nelson）也被施赖伯射出的鱼雷击中，不到7分钟时间便在冰岛西南部海域从船艏沉没。从相同护航队中分离的另一艘英国货船庙壕号（Temple Moat）则于当天01:45被U-95号发射的一枚鱼雷击中，并在冰岛以南约240海里（440）处从船艏沉没。3月2日00:46，当无护航的英国货轮太平洋号（Pacific）正以8.5節（15.7每小時）的速度航行至罗科尔以北约105海里（194）处时，被施赖伯发射的一枚鱼雷击中左舷轮机舱，不到90秒便从船艉沉没。该船原本隶属HX-109号护航队的33号阵位，但由于恶劣天气导致操舵装置发生故障，因此掉队。潜艇在大约两小时前发现它，并于00:44射出第一枚鱼雷，但未能命中。3月5日05:25，U-95号在罗科尔西北偏北海域发射一枚鱼雷击中中立的瑞典货轮穆尔耶克号（Murjek）。该船早在05:06便被第一枚鱼雷击中，但直到05:33、05:51、06:25（未引爆）和06:55遭接连命中四次后才沉没。施赖伯报告称，该船虽在航行中打开了灯光，但未见国籍标识，他认为这是一艘利用灯光设置诡计的盟军舰艇，直到拦截无线电信息后，才确认对方为瑞典籍的穆尔耶克号。U-95号于3月19日18:30抵达圣纳泽尔，完成了为期三十二天、航程达水面5,790海里（10,720）和水下174海里（322）的第三次巡逻。
在第四次巡逻中，U-95号于4月12日17:30驶离圣纳泽尔，经过为期三十二天、在冰岛西南部的北大西洋完成水面6,202海里（11,486）和水下183海里（339）的航行后，至5月13日08:30返回，期间仅击沉1艘商船。5月2日06:20，施赖伯在编号为AL-3178的海军网格处发现了无护航的挪威货船塔兰格号（Taranger）并实施追击，但由于航向改变和船速过快，对方没有受到任何攻击。直到5月3日02:08，潜艇才发射首枚鱼雷，但从水面上略过目标。02:45，U-95号在雷克雅未克西南约150海里（280）处改用机枪拦截塔兰格号，但该船（装备两挺哈乞开斯机枪）试图以之字形航向全速逃跑并发出紧急信号，因此德国人在十分钟后用甲板炮开火，21发炮弹取得16发命中。第一次命中后，发动机关闭，船员开始弃船，而炮击继续从右舷进行。施赖伯随后驶向另一侧，于03:12发射鱼雷，鱼雷再次从水面上略过并失效。03:16，潜艇发射艉部鱼雷，击中塔兰格号舰桥下方，导致船体断裂，于03:25再遭受“致命一击”后沉没。
施赖伯率U-95号于6月30日从圣纳泽尔出发执行第五次巡逻，前往大西洋中部和北部游弋。7月20日05:05，该艇在爱尔兰岛西南部海域向无护航的英国货轮帕尔马号（Palma）发射了两枚鱼雷，但未击中。随后，施赖伯于05:28试图用火炮阻止这艘商船，但由于甲板炮出现问题，潜艇在十一分钟后便不得不停止炮击，并放弃追逐，因为对方正在高速航行。他报告称有一发命中，但实际上是三发命中。经过为期三十二天、水面约6,300海里（11,700）和水下约130海里（240）的航行，U-95号于7月31日13:00返抵圣纳泽尔。8月21日至9月20日，该艇前往爱尔兰岛西南部的北大西洋执行第六次巡逻。在这次为期三十一天、水面约5,400海里（10,000）和水下约135海里（250）的航行中，施赖伯曾先后于8月28日至9月2日和9月2日至14日分别加入“博泽穆勒”和“狼鳚”狼群作战，但仅击沉1艘商船。受害者是无护航的巴拿马货船特立尼达号（Trinidad），它于9月5日23:50接到U-95号的命令，要在距菲尼斯特雷角西北偏西约380海里（700）处提交文件接受违禁品查验。十分钟后，由于船员不从，德国人遂用机关枪向船上施射。不久，货船放下一艘小艇，搭载船长登上潜艇。相关文件显示，他们是在为英国的利益进行交易，因为货物是在伦敦购得，而船主是一个住在加的夫的西班牙人。施赖伯给对方二十分钟的时间弃船，继而于9月6日01:23通过甲板炮射出的37发炮弹将特立尼达号击沉。

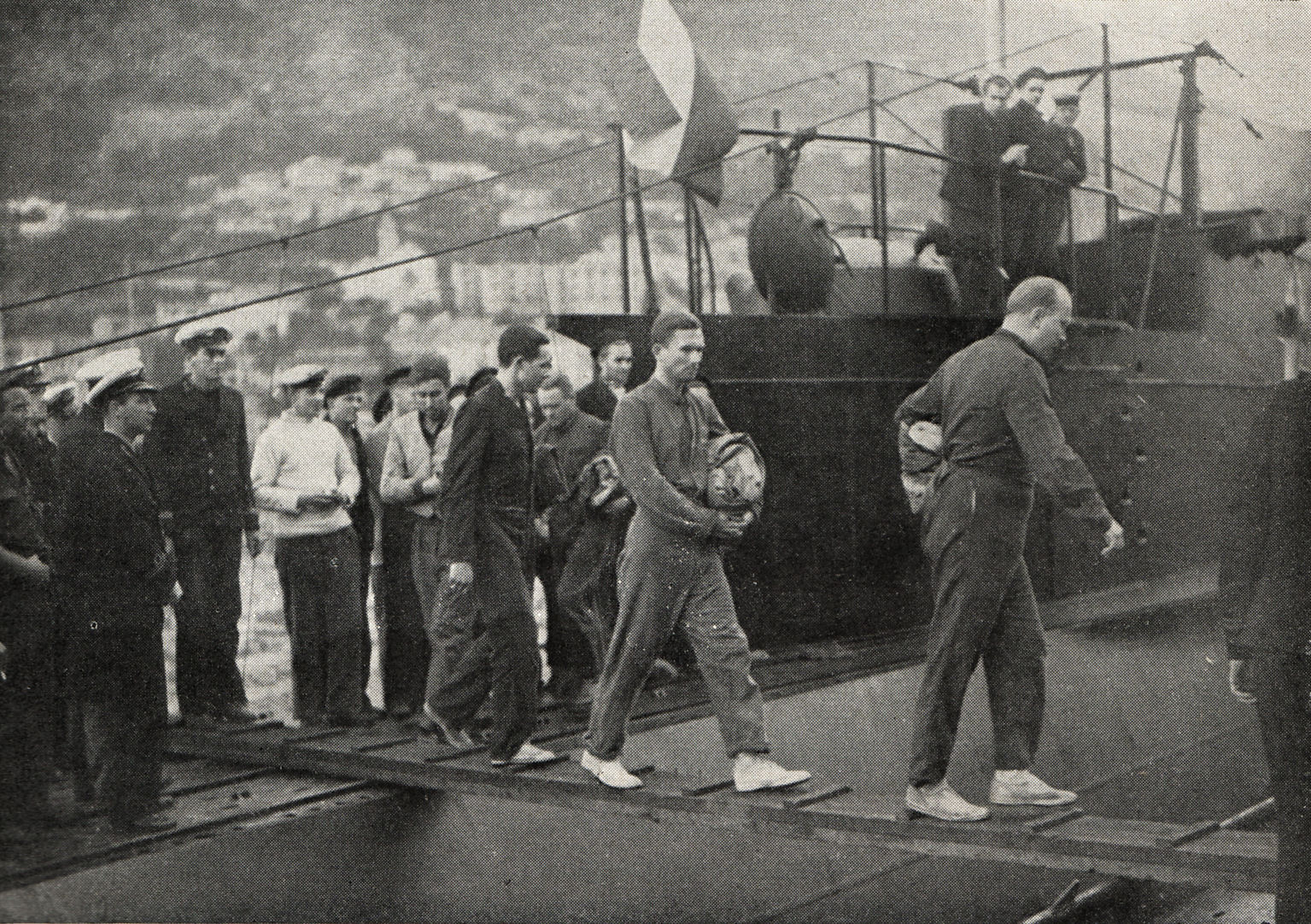
荷兰人将U-95号的幸存者送抵直布罗陀

1941年11月，施赖伯接到命令，需要将U-95号调往地中海作战。为此，该艇于11月19日17:30从从洛里昂出发执行第七次巡逻，与另外九艘潜艇一同驶向地中海。它于26日安然无恙地穿过直布罗陀海峡，但当28日午夜行至阿尔梅里亚西南部海域时，舰桥值班人员在黑暗中发现了一个可疑轮廓。这是在英国服役的荷兰潜艇O-21号，当时正从意大利海岸执行了无果的作战任务后返回直布罗陀。施赖伯让船员进入战斗岗位，但他犹豫着是否开火，因为他担心对方可能是友军的德国或意大利潜艇。他三次悄悄驶近，但每次都转向离开。直到第四次他用通信灯发出常规的德国识别信号，惊动了O-21号。荷兰人立即瞄准U-95号并发射了两枚鱼雷，首枚射失、但第二枚取得命中，并观察到德国潜艇所在的位置（36°24′N 03°20′W / 36.400°N 3.333°W）出现一道巨大的水柱，在升起的烟云和水柱中还发生了强烈的爆炸。O-21号随后小心翼翼地接近残骸，发现施赖伯、另外三名军官和八名船员都在水中，遂将他们救起并送往直布罗陀的战俘营。U-95号艇内的其余35名官兵则全数阵亡。

## 袭击历史摘要
| 日期           | 船名          | 船籍   | 吨位   | 结局 |
| -------------- | ------------- | ------ | ------ | ---- |
| 1940年11月27日 | 艾琳·玛丽亚号 | 英国   | 1,862  | 击沉 |
| 1940年11月28日 | 灵舡号        | 挪威   | 1,298  | 击伤 |
| 1940年12月2日  | 海螺号        | 英国   | 8,376  | 击伤 |
| 1940年12月26日 | 怀奥蒂拉号    | 英国   | 12,823 | 击伤 |
| 1941年2月24日  | 纳尔逊角号    | 英国   | 3,807  | 击沉 |
| 1941年2月24日  | 斯维宁领主号  | 挪威   | 1,908  | 击沉 |
| 1941年2月24日  | 庙壕号        | 英国   | 4,427  | 击沉 |
| 1941年3月2日   | 太平洋号      | 英国   | 6,034  | 击沉 |
| 1941年3月5日   | 穆尔耶克号    | 瑞典   | 5,070  | 击沉 |
| 1941年5月3日   | 塔兰格号      | 挪威   | 4,873  | 击沉 |
| 1941年7月20日  | 帕尔马号      | 英国   | 5,419  | 击伤 |
| 1941年9月6日   | 特立尼达号    | 巴拿马 | 434    | 击沉 |

## 脚注
1. ↑  威廉生，第11頁.
2. ↑  加洛普，第74頁.
3. 1 2  Gröner 1991，第43–46頁.
4. ↑  加洛普，第72頁.
5. ↑  Högel，第54頁.
6. 1 2 3  . U-Boot-Archiv Wiki.   [2025-01-07].
7. 1 2  Helgason, Guðmundur. . uboat.net.   [2025-01-07]. （原始内容存档于2008-12-03）.
8. 1 2  Helgason, Guðmundur. . German U-boats of WWII - uboat.net.   [2025-01-07].
9. ↑  Helgason, Guðmundur. . German U-boats of WWII - uboat.net.   [2025-01-07]. （原始内容存档于2021-01-26）.
10. ↑  Helgason, Guðmundur. . German U-boats of WWII - uboat.net.   [2025-01-07]. （原始内容存档于2020-08-11）.
11. ↑  Helgason, Guðmundur. . German U-boats of WWII - uboat.net.   [2025-01-07]. （原始内容存档于2020-10-28）.
12. ↑  Helgason, Guðmundur. . German U-boats of WWII - uboat.net.   [2025-01-07]. （原始内容存档于2008-08-28）.
13. ↑  Helgason, Guðmundur. . German U-boats of WWII - uboat.net.   [2025-01-07]. （原始内容存档于2020-08-11）.
14. ↑  Helgason, Guðmundur. . German U-boats of WWII - uboat.net.   [2025-01-07]. （原始内容存档于2020-10-23）.
15. ↑  Helgason, Guðmundur. . German U-boats of WWII - uboat.net.   [2025-01-07]. （原始内容存档于2021-01-25）.
16. ↑  Helgason, Guðmundur. . German U-boats of WWII - uboat.net.   [2025-01-07]. （原始内容存档于2021-03-04）.
17. ↑  Helgason, Guðmundur. . German U-boats of WWII - uboat.net.   [2025-01-07]. （原始内容存档于2020-11-27）.
18. ↑  Helgason, Guðmundur. . German U-boats of WWII - uboat.net.   [2025-01-07]. （原始内容存档于2021-04-12）.
19. ↑  Helgason, Guðmundur. . German U-boats of WWII - uboat.net.   [2025-01-07]. （原始内容存档于2021-04-13）.
20. ↑  Helgason, Guðmundur. . German U-boats of WWII - uboat.net.   [2025-01-07]. （原始内容存档于2021-04-13）.
21. ↑  Helgason, Guðmundur. . German U-boats of WWII - uboat.net.   [2025-01-07]. （原始内容存档于2008-10-12）.
22. ↑  Helgason, Guðmundur. . German U-boats of WWII - uboat.net.   [2025-01-07]. （原始内容存档于2021-01-27）.
23. ↑  Blair，第473–474頁.
24. ↑  Busch & Röll，第33–34頁.